# Slaget vid Ölands södra udde (1789)
Slaget vid Öland, även kallat slaget vid Ölands södra udde, var ett slag under Gustav III:s ryska krig, mellan de svenska och ryska flottorna. Slaget utkämpades på eftermiddagen den 26 juli 1789, ostsydost om södra udden. 
På grund av att konteramiralen Per Lilliehorn vägrade att låta sin division deltaga i slaget, misslyckades den svenska strategin och de ryska styrkorna kunde förenas, vilket innebar att en del av de svenska styrkorna blev inlåsta i Karlskrona flera månader efteråt. De ryska styrkorna utnyttjade denna fördel till att spärra sjöfarten vid Hangö udd och Porkala.

## Bakgrund
Den svenska örlogsflottan, som bestod av 21 linjeskepp och 14 fregatter, löpte ut den 6 juli från Karlskrona örlogsbas, under befäl av hertig Karl. Uppgiften bestod i att hindra den ryska huvudflottan att ansluta sig till en annan rysk styrka, som sedan krigsutbrottet varit förlagd utanför Köpenhamn.
1788 hade den stora farsoten återfallsfebern drabbat den svenska flottan och även om de flesta sjuka lämnats i hamn hade tusentals sjömän redan efter några dagar till sjöss insjuknat och de redan decimerade besättningarna försvagades ytterligare.
På morgonen den 25 juli fick man från svenska örlogsflottan sikte på ryska flottan och satte efter henne. Men man hann inte upp förrän i kvällningen, vid Ölands södra udde, och då började vinden friska så att flera fartyg tvingades stänga de undre kanonportarna för att inte ta in vatten. Någon strid kunde det alltså inte bli den dagen, men hertig Karl signalerade till sina divisionschefer att han tänkte attackera fienden i daggryningen.

## Slaget
I gryningen den 26 juli befanns det att en av den svenska flottans tre divisioner blivit skild från den övriga flottan och låg ganska långt akterut med fartygen spridda, detta trots att högste befälhavaren kvällen förut tillkännagivit sin avsikt att gå till anfall. Divisionen anfördes av konteramiral Per Lilliehorn. Klockan tre på morgonen gavs emellertid order åt hela flottan att ordna sig i slaglinje. För att få med sig Lilliehorns division minskade man segel på de båda andra divisionerna. Han borde snart kunna hinna upp dem då brisen var ganska frisk. Men då den ryska flottan hela tiden höll undan fick Lilliehorn upprepade signaler att öka och forcera med segel. Ingenting hjälpte dock – Lilliehorn höll sig fortfarande långt efter.
Först vid 14-tiden hade en del av de svenska och ryska fartygen kommit inom skotthåll för varandra, och då började elden. Men Lilliehorns division höll sig alltjämt undan. Eftersom även tre ryska fartyg var skilda från de andra signalerades dock till de fyra akterska svenska fartygen att anfalla dem. Ordern blev åtlydd, men snart återvände de fyra fartygen – enligt fartygschefernas uppgift på signal från Lilliehorn – utan att ens ha kommit på stridsavstånd från ryssarna. Resultatet av alla andra signaler till Lilliehorn blev att hans division snarare avlägsnade sig från fienden än närmade sig honom.
De stridande två divisionerna fortsatte dock sin skottväxling till 20-tiden. Vinden var då mycket svag, och den ryska flottan styrde österut.
Förlusten i folk var på båda sidor ytterst ringa. Svenskarna hade endast 7 döda och 17 sårade och ryssarna 32 döda och 187 sårade. De största förlusterna hade på båda sidor vållats genom explosioner av egna kanoner. Inget fartyg hade på någondera sidan tagit någon vidare skada varken till skrov eller rigg.
Hertig Karls flotta sökte efter slaget skydd i Karlskrona, där den sedan blev instängd till sent på hösten. Lilliehorns division bestod av ungefär en tredjedel av flottan och anledningen till dennes vägran att deltaga är oklar.

## Teorier om att det svenska avantgardet inte deltog i striden
Efter slaget fråntogs Lilliehorn befälet av hertig Karl, som förklarade honom arresterad. I rättegången mot Lilliehorn dömdes denne för feghet inför fienden.
Vittnet baron Schultz von Ascheraden som under slaget var ombord på Lilliehorns flaggskepp har dock vittnat om att Lilliehorn vid två tillfällen gav order om anfall men att de andra linjeskeppen i avantgardet inte följde hans order. Enligt andra vittnen var förhållandet det motsatta, det vill säga att Lilliehorn beordrat skepp att återgå till sina positioner i linjen.
Från rysk sida hade man uppfattningen att svenska flottan med några undantag med vilja hållit sig på avstånd och skjutit bort sin ammunition.

## Följder
Efter att den svenska flotteskadern blivit inlåst i Karlskrona, kunde de ryska styrkorna utnyttja denna fördel till att spärra sjöfarten vid Hangö udd och Porkala.
Konteramiralen Per Lilliehorn fick återvända hösten 1793, med uttrycklig befallning att inte lämna sin lantegendom Östra Kråkerum i Mönsterås.

## Deltagande svenska fartyg
Enligt ett brev från Hertig Carl till Gustav III den i augusti 1789 hade de svenska styrkorna delats in enligt följande:
| Befälhavare | Divisionschef            | Divisionsadjutant | Deltagande fartyg | Fartygschef | Division          |
| Linjetaktik | Linjetaktik              | Linjetaktik       | Linjetaktik | Linjetaktik | Linjetaktik       |
| ----------- | ------------------------ | ----------------- | --- | --- | ----------------- |
| Hertig Carl | Per Lilliehorn           |                   | Prins Fredrik Adolf Enigheten Fregatten Fröya Tapperheten Sophia Magdalena (Chefsfartyg) Äran Fregatten Gripen Dygden Fregatten Euredice Riksens Ständer          | Fredrik Wilhelm Leyonankar Johan Daniel Whitlock Christian Grubbe Carl Magnus Wagenfelt David Sjöbohm Johan Hisingsköld Gustav Pley Hans Anders Holdtz Zacharias Schultén Johan Fredrik Dufva | Avantgardet       |
| Hertig Carl | Otto Henrik Nordenskjöld |                   | Wasa Fregatten Minerva Fäderneslandet Konung Adolf Fredrik Konung Gustaf III (Chefsfartyg) Wladislaff Försiktigheten Fregatten Galathea Prins Carl                | Georg Samuel von Gegerfelt Hans Martin Koch Carl Fredrik Eneskjöld Henrik Johan Nauckhoff Eric Klint Olof Martin Fust Hans Fahlstedt Fredrik Herman von Walden Johan A. Sahlstedt             | Corps de bataille |
| Hertig Carl | Carl Vilhelm Modée       |                   | Ömheten Fregatten Uppland Manligheten Fregatten Thetis Louise Ulrika Hedvig Elisabeth Charlotta (Chefsfartyg) Götha Lejon Fregatten Zemire Rättvisan Dristigheten | Nils Adolph Ekenman Eduard Wilhelm Ram Thomas Billing Johan Tingwall Carl Ulrik Améen Simon Ringhem Gustav Psilanderhjelm Gustav Casten Feiff Lars Wollin Johan Puke                          | Arriärgardet      |

## Deltagande ryska fartyg

### Linjeskepp
Rostislav 100 Amiral Vasilij Tjitjagov

Knjas Vladimir 100 - Viceamiral Mussin-Pusjkin

Dvjenadtsat Apostolov 100 - Konteramiral Spirodov

Vseslav74 - Maikarev

Mstislav 74 - Mulovskij

Iezekiil 74 - Komanslev

Kir Ioann 74 - Tate

Sv. Petr 74 - Denison 

Prints Gustav 74 - Ufinston

Sv. Elena 74 - Bree

Jaroslav 74 - Sievers

Pobjedoslav 74 - Senävin

Svjatoslav 66 - Batjamanov

Rodislav 66 - Travenin

Izjaslav 66 - Kartzov

Viktor 66 - Obolianinov

Vysjeslav 66 - Tisiger

Deris 66 - Preston

Pamjat Evstafia 66 - Chumutov

Boleslav 66 - Sjeckoisjov

Europa 66 - Sukin

Januarius 66 - Glebov

### Fregatter
Pretsjislav 44 - Loman

Mstislavietj 44 - Bakien

Podrasjislav 32 - Gravens

Premislav 32 - Sievers

Slava 32 - Billov

Nad. Blagopoludtjia 32 - Bodike

Simeon 32 - Green

Patrick 32 - Nefediev

St. Marcus 32 - von Dessen
Samt 2 Bombgallioter, 5 kuttrar, 11 transportskepp, 2 lasarettfartyg, och 1 Avisojakt.